# USS Adams (1799)
USS „Adams” – amerykańska fregata żaglowa II klasy zbudowana w 1799 roku na nowojorskim Brooklynie. Wodowana 6 sierpnia 1799, a do służby w US Navy przyjęta we wrześniu tego samego roku. 

## Historia służby
„Adams” wykonał dwa rejsy podczas quasi-wojny odbijając 12 amerykańskich lub brytyjskich jednostek handlowych z rąk Francuzów oraz zdobywając 2 okręty kaperskie i 5 handlowych. Podczas I i II wojny berberyjskiej od czerwca 1802 roku patrolował Morze Śródziemne w eskadrze komodora Richarda Morrisa. Brał również udział w blokadzie Trypolisu. Powróciwszy do Ameryki w listopadzie 1803 roku pozostał zacumowany do 1805 roku.
Od 1805 do 1806 roku patrolował amerykańskie wybrzeże Atlantyku. W 1809 roku zajmował się działaniami związanymi z wdrażaniem Ustawy o embargu. Po 1809 roku cumował w Washington Navy Yard służąc jako hulk pomocniczy. W czerwcu 1812 roku został całkowicie przebudowany – po przecięciu na pół przedłużono go o ponad 4,5 m, a następnie przeklasyfikowano na fregatę 36-działową. Przebudowa okazała się nietrafiona w wyniku czego „przycięto” go (poprzez odcięcie forkasztelu i nadbudówki) do 24-działowego slupu wojennego.
Z blokady w zatoce Chesapeake podczas wojny brytyjsko-amerykańskiej udało się wyjść w styczniu 1814 na pełne morze. W pierwszym rejsie pochwycił 5 brytyjskich statków kupieckich. W maju, podczas drugiego rejsu między Nową Fundlandią a Irlandią zdobył jeszcze 5 pryzów. We wrześniu 1814 roku, w trakcie powrotu został uwięziony w Penobscocie przez Royal Navy i w konsekwencji spalony, aby zapobiec zdobyciu.